# Suopalampi (sjö i Sodankylä, Lappland, Finland)
Suopalampi eller Takasuopalampi är en sjö i Finland. Den ligger i kommunen Sodankylä i landskapet Lappland, i den norra delen av landet, 800 km norr om huvudstaden Helsingfors. Suopalampi ligger 225,5 meter över havet. Den är 5,3 meter djup. Arean är 38,9 hektar och strandlinjen är 2,69 kilometer lång. Sjön  ingår i Kemi älvs huvudavrinningsområde. 